# Das Geheimnis des verborgenen Tempels
Das Geheimnis des verborgenen Tempels (Originaltitel: Young Sherlock Holmes) ist ein in Koproduktion zwischen den USA und Großbritannien entstandener Film aus dem Jahr 1985, eine Mischung aus Abenteuerfilm, Kriminalfilm und Thriller. Unter der Regie von Barry Levinson und koproduziert von Steven Spielberg beschreibt er die fiktive erste Begegnung von Arthur Conan Doyles Romanhelden Sherlock Holmes und Dr. Watson im Jugendalter. In England erschien der Film unter dem Titel Young Sherlock Holmes and the Pyramid of Fear.

## Handlung
London, Mitte des 19. Jahrhunderts, zur Blütezeit des viktorianischen Englands. Der pummelige und bebrillte Arztsohn John Watson aus der englischen Provinz muss mitten im Schuljahr seine alte Schule verlassen und auf das im Herzen der Hauptstadt gelegene Brompton-Internat wechseln. Dort muss er dann die Spötteleien seiner gleichaltrigen Kommilitonen ertragen. Lediglich der etwas distinguiert wirkende Sonderling Sherlock Holmes steht ihm hilfsbereit zur Seite. Holmes ist ein hochbegabter Student, lebt in Zwist mit seinen Eltern und liebt die gleichaltrige Elizabeth, die seit dem Tod ihrer Eltern bei ihrem Onkel, dem verschrobenen Ex-Lehrer und Tüftler Waxflatter, in dessen Dachgeschosswohnung über der Schule wohnt.
Der intellektuell etwas unbewegliche Watson und der mit einer schnellen Auffassungsgabe gesegnete Holmes werden schnell Freunde. Sie beginnen, als Ermittlerduo in kriminalistischen Angelegenheiten aktiv zu werden. Derweil werden mehrere Londoner Geschäftsleute ermordet, indem ihnen per Blasrohr eine halluzinogene Droge verabreicht wird, wodurch die Betroffenen in den Wahnsinn und im Anschluss daran in den Tod getrieben werden. Zudem werden mehrere junge Mädchen als vermisst gemeldet. Die Morde, die als Unfälle und Selbstmorde abgetan werden, sorgen für Schlagzeilen in der Presse. Doch wo die Polizei (vorrangig der dienstbeflissene, aber leicht beschränkte Sergeant Lestrade) mit ihrem Latein am Ende ist, erkennt Watson bereits Zusammenhänge zwischen den Todesfällen. Die Ermittlungsarbeiten werden dadurch erschwert, dass Holmes von der Schule verwiesen wird, nachdem sein Mitschüler Dudley ihm einen Spickzettel mit Holmes gefälschter Handschrift unterjubelt. Um weiterhin ermitteln zu können, versteckt sich Holmes in der Wohnung von Waxflatter.
Als dieser auch getötet wird, teilt er Holmes im Sterben den Namen Eh Tar mit. Diesmal hat der Attentäter sein Blasrohr am Tatort verloren. Die Jungen finden es und bringen es zu einem Antiquitätenhändler, der ihnen sagt es handle sich um ein ägyptisches Blasrohr. Als Holmes und Watson das Blasrohr einem ägyptischen Barbesitzer zeigen, ruft der voller Angst den Namen Rame Tep, und befiehlt ihnen zu gehen. Die Recherchen der Jungen ergeben, dass es sich bei den Rame Tep um einen ägyptischen Geheimbund von fanatischen Angehörigen der altägyptischen Religion handelt, die als Waffe Giftpfeile mit Halluzinogenen verwendet. Paraffinspuren auf einem Stofffetzen, den sie am Tatort gefunden haben, führen sie zu einem Gemischtwarenladen. In dessen Keller finden Holmes, Watson und Elizabeth eine hölzerne Pyramide, das geheime Hauptquartier der Rame Tep. Dabei werden sie Zeuge eines Rituals, bei welchem die Rame Tep ein junges Mädchen mit kochendem Paraffin mumifizieren. Nachdem Holmes und Watson selbst den Auswirkungen der Drogen entkommen konnten, suchen sie einen Mann namens Chester Cragwitch auf, der Waxflatter kurz vor seinem Tod besuchte und auch auf dessen Beerdigung war. Von ihm erfahren sie schließlich das Tatmotiv: Cragwitch, Waxflatter und die anderen Mordopfer haben einst in Ägypten nach Schätzen gesucht. Ein junger Ägypter namens Eh Tar und dessen Schwester führten sie zu einem geheimen Grab, in welchem fünf Prinzessinnen bestattet wurden. Die Männer stahlen die Grabbeigaben und auch die Mumien der Prinzessinnen um sie zu verkaufen. Für diese blasphemische Grabschändung wollen Eh Tar, der inzwischen die Rame Tep anführt, und seine Schwester sich rächen. Die Mädchen haben sie entführt, um die Prinzessinnen zu ersetzen. Auch Cragwitch wird vergiftet, doch in diesem Moment stürmen Lestrade, der inzwischen Holmes Glauben schenkt, und andere Polizisten Cragwitchs Haus und retten ihn.
Elizabeth findet derweil heraus wer Eh Tar ist: Es ist der Dozent Professor Rathe (Eh Tar rückwärts gelesen), der für Holmes nicht nur der Fechtlehrer und ein Mentor, sondern auch ein Vaterersatz war. Rathe und seine Schwester, die unter dem Namen Mrs. Dribb ebenfalls am Internat gearbeitet hat, entführen Elizabeth, damit sie die fünfte Prinzessin ersetzt. Holmes und Watson, die sich in der Zwischenzeit alles zusammengereimt haben, suchen ebenfalls die Pyramide auf. Im letzten Moment können sie Elizabeth retten, setzen dabei jedoch die Pyramide in Brand. Mrs. Dribb stirbt in den Flammen, Holmes wird bewusstlos geschlagen. Durch einen genialen Einfall schafft Watson es, gleichzeitig Rathe aufzuhalten und Holmes aus der brennenden Pyramide zu retten. Gemeinsam gelingt es Holmes und Watson schließlich, Rathe in die Enge zu treiben. In einem Fechtduell auf der vereisten Themse kann Holmes Rathe besiegen. Doch die Geschichte endet tragisch: Elizabeth stirbt, nachdem sie von einer Pistolenkugel getroffen wird, die für Holmes bestimmt war.
Am Ende verlässt Holmes die Schule, da ihn dort zu viel an Elizabeth erinnert. Er will sich einer Ermittlerkarriere widmen und verabschiedet sich von Watson, aber nicht ohne das Versprechen, dass man sich wiedersehen werde. Am Schluss stellt es sich heraus, dass Rathe seinen Sturz in die eisige Themse überlebt hat: Während des Abspanns sieht man, wie er in einem verschneiten Berghotel einkehrt und nun unter einem neuen Namen lebt: Professor Moriarty.

## Auszeichnungen
Der Film wurde im Jahr 1986 für die visuellen Effekte für den Oscar nominiert. Bruce Broughton gewann 1986 für die Filmmusik den Saturn Award; der Film wurde als Bester Fantasyfilm und für das Drehbuch von Chris Columbus für den Saturn Award nominiert. Der Film erhielt 1987 eine Nominierung für den Young Artist Award.

## Hintergründe
- Der Film wurde an Originalschauplätzen in England gedreht, u. a. auch in Oxford und der dortigen Universität. Für die Szenerie einer Winterlandschaft verwendete man Kunstschnee, der den Rasen in Oxford ruinierte. Produzent Spielberg erstattete die Kosten.
- Die Filmeffekte wurden von George Lucas’ Effektschmiede Industrial Light and Magic (ILM) kreiert. In einer Szene springt ein gläserner Ritter aus dem Fenster einer Kirche. Dieser Ritter war die erste menschenähnliche in einem Film gezeigte CGI-Kreatur. Die Arbeit daran nahm vier Monate in Anspruch.
- Watson-Darsteller Alan Cox befand sich während der Dreharbeiten in der Pubertät und machte mehrere Wachstumsschübe durch. Dadurch war er gegen Ende der Dreharbeiten größer als vorher. Um ihn durchgängig gleich groß aussehen zu lassen, wurde er entweder aus der Ferne aufgenommen, in Sitzposition, oder aber andere Mitwirkende mussten auf Emporen oder Stiegen stehen.
- Für eine der erwachsenen Hauptrollen war einige Zeit lang Trevor Howard im Gespräch. Den von Brian Oulton verkörperten Master Snelgrove sollte ursprünglich Maurice Denham spielen.
- In einer Szene ist eine an ein Fahrrad erinnernde Flugkonstruktion zu sehen, die vor dem Ziffernblatt des Big Ben vorbeifliegt. Dies ist eine Reminiszenz an Steven Spielberg und dessen Firma Amblin Entertainment, deren Logo das Fahrrad vor dem ebenfalls kreisrunden Mond ist. Die Szene selbst stammt ursprünglich aus dem Streifen E.T. – Der Außerirdische und ist eine der meistzitierten Szenen der Filmgeschichte.
- In nahezu jedem Film des Regisseurs Levinson ist der Schauspieler Ralph Tabakin zu sehen. Hier wirkt er als Polizeibeamter mit.
- Nigel Stock, als Professor Waxflatter zu sehen, hatte eine lange Verbindung zu Sherlock Holmes. Er spielte in den sechziger Jahren Dr. Watson zuerst neben Douglas Wilmer, dann Peter Cushing für das britische Fernsehen, nahm später Holmes-Hörspiele mit Robert Hardy als Holmes auf und verkörperte Watson auch in der Ein-Mann-Show 221B auf der Bühne und im Radio.
- Patrick Newell, der Bentley Bobster aus dem Film, gab einen Bobby in Sherlock Holmes’ größter Fall und in der Sherlock-Holmes-Reihe Sherlock Holmes und Dr. Watson mit Geoffrey Whitehead und Donald Pickering den Inspektor Lestrade. Des Weiteren spielte er in der Sherlock-Holmes-Reihe mit Jeremy Brett in der Folge Der Dauerpatient den titelgebenden Dauerpatienten Mr. Blessington.